# Coppa KOVO 2017 (maschile)
La Coppa KOVO 2017, 12ª edizione della coppa di lega sudcoreana di pallavolo maschile, si è svolta dal 13 al 23 settembre 2017: al torneo hanno partecipato 7 squadre di club sudcoreane e la vittoria finale è andata per la seconda volta consecutiva ai KEPCO Vixtorm.

## Regolamento

### Formula
La competizione prevede due fasi, quella preliminare e quella finale:
- Nella fase preliminare le sette squadre provenienti dalla V-League vengono divise in due gironi da tre e quattro squadre, al termine dei quali le prime due classificate di ciascun girone si qualificano alla fase finale;
- Nella fase finale le formazioni qualificate si sfidano in incontri di semifinale e finale in gara unica, con gli accoppiamenti basati sul posizionamento nella fase preliminare.

### Criteri di classifica
L'ordine del posizionamento in classifica è stato definito in base a:
- Numero di partite vinte;
- Ratio dei punti realizzati/subiti;
- Ratio dei set vinti/persi.

## Squadre partecipanti
| Girone A          | Girone B           |
| ----------------- | ------------------ |
| KEPCO Vixtorm     | Hyundai Skywalkers |
| Korean Air Jumbos | KB Stars           |
| Samsung Bluefangs | OK Rush & Cash     |
| -                 | Woori Card Wibee   |

## Torneo

### Fase a gironi

#### Gruppo A

##### Risultati
| 13 settembre 2017 Ryu Gwansun Gymnasium, Cheonan Durata: 2h:14 - Spettatori: 797   | Korean Air Jumbos | 2 - 3 | Samsung Bluefangs | 28-26, 22-25, 23-25, 25-23, 11-15 |
| 16 settembre 2017 Ryu Gwansun Gymnasium, Cheonan Durata: 1h:49 - Spettatori: 2 492 | KEPCO Vixtorm     | 3 - 1 | Korean Air Jumbos | 25-20, 22-25, 26-24, 25-22        |
| 19 settembre 2017 Ryu Gwansun Gymnasium, Cheonan Durata: 2h:13 - Spettatori: 992   | Samsung Bluefangs | 2 - 3 | KEPCO Vixtorm     | 25-23, 21-25, 25-20, 21-25, 14-16 |

##### Classifica
| Pos. | Squadra           | G | V | P | SV | SP | Ratio | PF  | PS  | Ratio |
| ---- | ----------------- | - | - | - | -- | -- | ----- | --- | --- | ----- |
| 1    | KEPCO Vixtorm     | 2 | 2 | 0 | 6  | 3  | 2,000 | 207 | 197 | 1,051 |
| 2    | Samsung Bluefangs | 2 | 1 | 1 | 5  | 5  | 1,000 | 230 | 218 | 1,009 |
| 3    | Korean Air Jumbos | 2 | 0 | 2 | 3  | 6  | 0,500 | 200 | 212 | 0,943 |

      Qualificata in semifinale.

#### Gruppo B

##### Risultati
| 14 settembre 2017 Ryu Gwansun Gymnasium, Cheonan Durata: 1h:53 - Spettatori: 391   | KB Stars           | 2 - 3 | Woori Card Wibee   | 25-22, 17-25, 25-18, 15-25, 11-15 |
| 15 settembre 2017 Ryu Gwansun Gymnasium, Cheonan Durata: 1h:47 - Spettatori: 2 217 | OK Rush & Cash     | 3 - 1 | Hyundai Skywalkers | 25-21, 25-21, 23-25, 25-21        |
| 17 settembre 2017 Ryu Gwansun Gymnasium, Cheonan Durata: 1h:30 - Spettatori: 2 932 | Hyundai Skywalkers | 0 - 3 | KB Stars           | 22-25, 25-27, 24-26               |
| 18 settembre 2017 Ryu Gwansun Gymnasium, Cheonan Durata: 1h:53 - Spettatori: 412   | Woori Card Wibee   | 3 - 1 | OK Rush & Cash     | 23-25, 25-21, 25-23, 25-21        |
| 20 settembre 2017 Ryu Gwansun Gymnasium, Cheonan Durata: 1h:50 - Spettatori: 832   | KB Stars           | 3 - 1 | OK Rush & Cash     | 21-25, 25-22, 25-17, 25-23        |
| 20 settembre 2017 Ryu Gwansun Gymnasium, Cheonan Durata: 1h:13 - Spettatori: 1 201 | Woori Card Wibee   | 3 - 0 | Hyundai Skywalkers | 25-15, 25-21, 25-19               |

##### Classifica
| Pos. | Squadra            | G | V | P | SV | SP | Ratio | PF  | PS  | Ratio |
| ---- | ------------------ | - | - | - | -- | -- | ----- | --- | --- | ----- |
| 1    | Woori Card Wibee   | 3 | 3 | 0 | 9  | 3  | 3,000 | 278 | 238 | 1,168 |
| 2    | KB Stars           | 3 | 2 | 1 | 8  | 4  | 2,000 | 267 | 263 | 1,015 |
| 3    | OK Rush & Cash     | 3 | 1 | 2 | 5  | 7  | 0,714 | 275 | 282 | 0,975 |
| 4    | Hyundai Skywalkers | 3 | 0 | 3 | 1  | 9  | 0,111 | 214 | 251 | 0,853 |

      Qualificata in semifinale.

### Fase finale
|  | Semifinali        | Semifinali |                  |               | Finale | Finale |  |
|  |                   |            |                  |               |        |        |  |
|  | KEPCO Vixtorm     | 3          |                  |               |        |        |  |
|  | KEPCO Vixtorm     | 3          |                  |               |        |        |  |
|  | KB Stars          | 2          |                  |               |        |        |  |
|  | KB Stars          | 2          |                  | KEPCO Vixtorm | 3      |        |  |
|  |                   |            |                  | KEPCO Vixtorm | 3      |        |  |
|  |                   |            | Woori Card Wibee | 1             |        |        |  |
|  | Woori Card Wibee  | 3          | Woori Card Wibee | 1             |        |        |  |
|  | Woori Card Wibee  | 3          |                  |               |        |        |  |
|  | Samsung Bluefangs | 1          |                  |               |        |        |  |

#### Semifinali
| 21 settembre 2017 Ryu Gwansun Gymnasium, Cheonan Durata: 2h:21 - Spettatori: 645 | KEPCO Vixtorm    | 3 - 2 | KB Stars          | 23-25, 25-23, 26-28, 25-22, 15-11 |
| 22 settembre 2017 Ryu Gwansun Gymnasium, Cheonan Durata: 1h:44 - Spettatori: 698 | Woori Card Wibee | 3 - 1 | Samsung Bluefangs | 28-26, 18-25, 25-18, 25-14        |

#### Finale
| 23 settembre 2017 Ryu Gwansun Gymnasium, Cheonan Durata: 1h:47 - Spettatori: 3 388 | KEPCO Vixtorm | 3 - 1 | Woori Card Wibee | 25-19, 22-25, 25-23, 25-17 |

## Premi individuali
| Premio                 | Giocatore       | Squadra          |
| ---------------------- | --------------- | ---------------- |
| MVP                    | Felipe Banderó  | KEPCO Vixtorm    |
| Most Impressive Player | Krisztián Pádár | Woori Card Wibee |
| Rising star            | Goo Do-hyun     | Woori Card Wibee |